# Cascate della val di Fleres
Le cascate della val di Fleres (Pflerscher Wasserfälle in tedesco) sono una serie di cascate (i cui salti arrivano fino a 81 metri) che si trovano in Val di Fleres, nel comune del Brennero, in Alto Adige.
Le cascate che fanno parte della val di Fleres (Pflersch), sono:
- le cascate del rio Tamburo (Trommelbachfall in tedesco)
- la cascata del rio Gansör (Gansörbach-Wasserfall in tedesco)
- le cascate del rio Mesner (Mesnerbach-Wasserfall in tedesco)
- la cascata della forra di Kog (Koggraben-Wasserfall in tedesco)

Le cascate sono raggiungibili prendendo il sentiero numero 6, in direzione della Malga Buoi (Ochsenalm) e del Rifugio Cremona.
Il totale tempo di marcia è di circa un'ora.